# جورج هيمفيل
جورج هيمفيل (بالإنجليزية: George Hemphill)‏ هو أمين متحف أمريكي، ولد في 1951 في أندرسون في الولايات المتحدة.

## وصلات خارجية
- الموقع الرسمي